# 日本ダブルダッチ協会
特定非営利活動法人日本ダブルダッチ協会、（英語名称：Nonprofit Organization Japan Duble Dutch Association、略称：JDDA）は、かつて存在した、日本におけるダブルダッチの統括、及び普及を目指す団体。
2021年4月、日本ロープスキッピング連盟と組織統合し、新たに一般財団法人日本ジャンプロープ連合が設立された。

## 沿革
- 1996年、日本ダブルダッチ協会が正式機関として発足。
  - 同年、兵庫県ダブルダッチ協会（略称：HDDA）発足。
- 2004年、日本学生ダブルダッチ連盟発足。
- 2005年、岡山県ダブルダッチ協会（略称：ODDA）発足。
- 2009年、特定非営利活動法人（NPO法人）として認証。会長：増田明美。
- 2011年、愛知県ダブルダッチ協会（略称：ADDA）発足。

## 主な活動

### 大会の主催
- JAPAN OPEN（毎年12～2月頃）
- DOUBLE DUTCH CONTEST JAPAN（毎年3月）

公認インストラクターの派遣
年に1度、公認インストラクター試験を開催し、その試験に合格した者にインストラクターの資格を与え、教育機関などの講習会に派遣する。
会員の管理
ダブルダッチ普及に関するあらゆる活動